# Michael Sarrazin
Michael Sarrazin (Quebec, Montreal, 22 de mayo de 1940 - ídem., 17 de abril de 2011) fue un actor canadiense de cine y televisión.

## Carrera
Nacido con el nombre de Jacques Michel Andre Sarrazin, en la ciudad de Quebec, Canadá, Sarrazin se mudó a Montreal mientras que era un niño. Actuó como actor en obras teatrales en el colegio y estudió la carrera de actor en el New York Actor's Studio. Luego comenzó su carrera de actor en los años 60, participando en series de televisión como El virginiano y Bob Hope Presents the Chrysler Theatre. 
Obtuvo su primer papel en cine en el western: Gunfight in Abilene (1967), y en la comedia protagonizada por George C. Scott The Flim-Flam Man (1967). Su carrera luego continuó con participaciones en películas con grandes audiencias como Casta invencible (1970) y El juez del patíbulo (1972) con Paul Newman. 
Entre sus mejores trabajos como protagonista principal están las películas Eye of the Cat (1969), la comedia For Pete's Sake (1974) junto a Barbra Streisand, The Reincarnation of Peter Proud (1975), Le avventure e gli amori di Scaramouche (1976), Locos al volante (1976), Double Negative (1980), Máscara (1987).
Su papel más conocido fue como protagonista junto a Jane Fonda en la película Danzad, danzad, malditos, dirigida por Sydney Pollack en 1969.

## Televisión
Tuvo una larga carrera en la televisión. En 1973 dio vida a la criatura en Frankenstein: su verdadera historia. También participó como invitado en las series: Alfred Hitchcock presenta (1988), Reportera del crimen (1985), The Ray Bradbury Theater (1989), Kung fu: La leyenda continúa (1994), El legado (1997), La Femme Nikita (2000)... y muchas más.

## Filmografía
- 1964: Selkirk de Red River (sin acreditar)
- 1965: El virginiano (The Virginian) (Episodio Blaze of Glory )
- 1966: El vuelo del fin del mundo
- 1967: The Sheriff Shoots Back (tiroteo en Abilene)
- 1967: The Flim-Flam Man
- 1968: Su nombre era Gannon (Un hombre llamado Gannon)
- 1968: Los años salvajes (El dulce viaje)
- 1969: Ojos verdes en la noche (Eye of the Cat)
- 1969: Buscando a Gregory (In Search of Gregory)
- 1969: They Shoot Horses, Don't They? ( They Shoot Horses, Don't They? )
- 1970: Casta invencible (a veces una gran idea)
- 1971: Five Fingers Make a Fist (En busca de la felicidad)
- 1972 El agente que vio su cuerpo (The Groundstar Conspiracy)
- 1972: The Life and Times of Judge Roy Bean (La vida y obra del juez Roy Bean)
- 1973 Harry en tu bolsillo
- 1973: Frankenstein como realmente era (Frankenstein: La verdadera historia)
- 1974 Por el bien de Pete
- 1975: La reencarnación de Peter Proud
- 1976: Scaramouche, el pez gordo (Le Avventure e gli amori di Scaramouche)
- 1976: Locos al volante
- 1976–1978: Saturday Night Live (episodios Louise Lasser/Preservation Hall Jazz Band y Michael Sarrazin/Keith Jarrett, Gravity )
- 1978: El Señor de la Caravana (Caravanas)
- 1980: Asesino de la oscuridad (doble negativo)
- 1980: Amada tierra ( Beulah Land ) (miniserie)
- 1982: Tele-Terror (La seducción)
- 1982: Ajuste de cuentas fatal (contraataque)
- 1983: El caso de Sylvester Matuska (viaducto)
- 1985 Seguimiento
- 1985: Pauline y Joshua - Al diablo con . . . (Josué antes y ahora)
- 1986: Siguiendo la pista
- 1987: Corazones cautivos
- 1989: Pasión y paraíso
- 1990: Las armas de la ley ( Street Legal ) (Episodio Softsell )
- 1985–1991: Asesinato , ella escribió (episodios Joshua Peabody murió aquí - Posiblemente y Asesinato, simple y llanamente )
- 1991: Por tu cuenta ( Counterstrike ) (episodio Todo está en el juego )
- 1994 Kung Fu: The Legend Continues (Episodio The Gang of Three )
- 1995: Jack Higgins - Los guerreros (Hombre de medianoche)
- 1995: The Palmer Files: The Red Death (Bullet to Beijing)
- 1996: Star Trek: Deep Space Nine (episodio The Quickening )
- 1996: The Palmer Files: Lords of the Apocalypse (Medianoche en San Petersburgo)
- 1997 Poltergeist : El legado (episodio Miedo )
- 1997: Chantaje nuclear (El pacificador)
- 1998: Terremoto en Nueva York
- 1998: La segunda llegada
- 1996–1999: Outer Limits - The Unknown Dimension ( The Outer Limits, series de televisión, episodios: Te escucho llamar, El otro lado )
- 1999: La ciudad (Serie de TV)
- 2000: Nikita ( La Femme Nikita ) (Episodio 4.19 Apagado resp. tiempo fuera de la mente
- 2001: Misión Tierra - Están entre nosotros ( Tierra: Conflicto final ) (Episodio Conciencia culpable )
- 2002: MiedoDotCom
- 2005: Tripping the Wire: A Stephen Tree Mystery (película de televisión)
- 2008: El coro de Navidad (película de televisión)
- 2012: En el camino

## Enlaces
- Michael Sarrazin en Internet Movie Database (en inglés).
- «Tumba de Michael Sarrazin» (en inglés). Find a Grave.

- Datos: Q601625